# Eachanur, Tiptur
Eachanur là một làng thuộc tehsil Tiptur, huyện Tumkur, bang Karnataka, Ấn Độ.